# Maximilian Ulrich von Kaunitz
Maximilian Ulrich Graf von Kaunitz-Rietberg (* 27. März 1679 in Wien; † 10. September 1746 in Brünn) war ein kaiserlich-österreichischer Diplomat und von 1720 bis 1746 Landeshauptmann von Mähren.

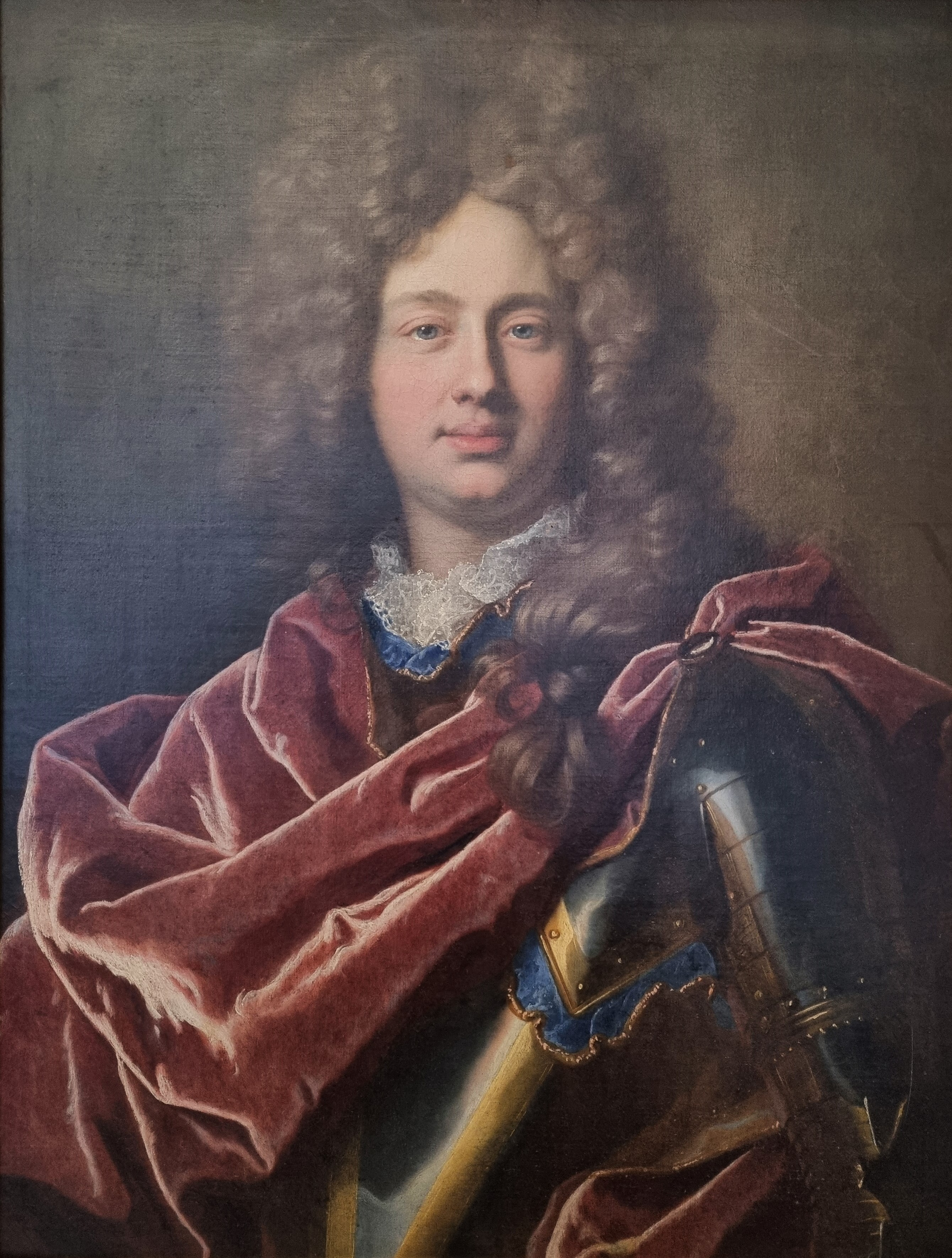
Porträt von Maximilian Ulrich von Kaunitz (1698), Maler Hyacinthe Rigaud

## Familie und Angehörige

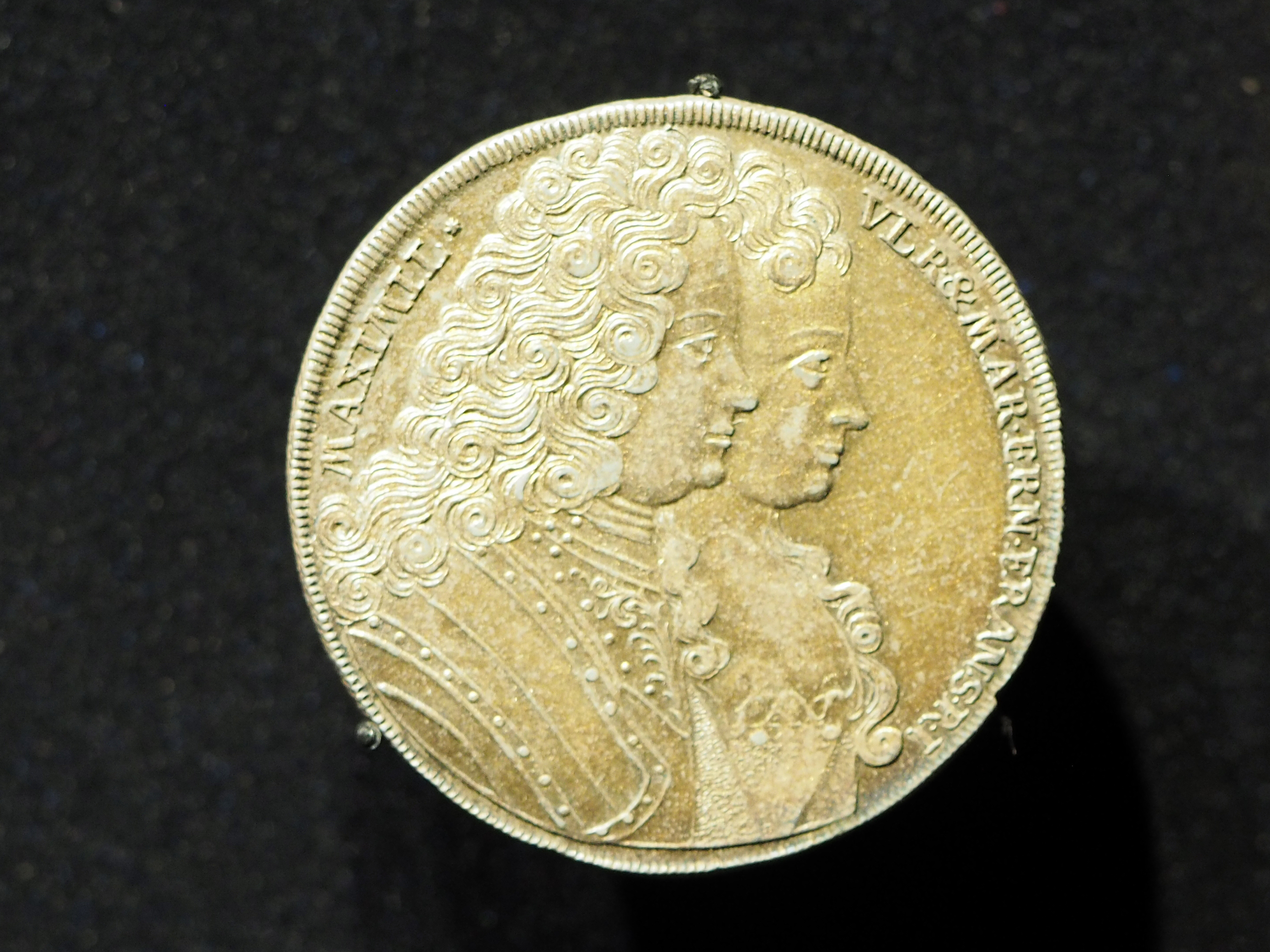
Taler der Grafschaft Kaunitz–Rietberg mit dem Porträt von Maximilian Ulrich von Kaunitz

Maximilian Ulrich stammte aus der mährischen Linie des Adelsgeschlechts der Kaunitz und war der jüngere Bruder des Franz Karl Graf von Kaunitz (1676–1717), Domherr in Olmütz und Bischof von Laibach. Ihre Eltern waren der Vizekanzler des Heiligen Römischen Reiches Dominik Andreas I. von Kaunitz, Freiherr von Sezima Austy und Maria Eleonora, verstorben am 2. Dezember 1706, Tochter des Adolph Wratislaw von Sternberg, Oberstburggraf zu Prag und der Anna Lucia Slawate von Chlum und Koschumberg.
Maximilian Ulrich heiratete am 6. August 1699 Maria Ernestine Francisca von Rietberg, die Erbtochter des Grafen Ferdinand Maximilian von Ostfriesland und Rietberg und seiner Ehefrau Johanette Elisabeth Franziska Gräfin von Manderscheid-Blankenheim. Zur Zeit der Eheschließung war Kaunitz zwanzig und seine Frau erst dreizehn Jahre alt. Durch diese Verbindung kamen die Grafschaft Rietberg und Ansprüche auf Besitzungen in Ostfriesland an die Familie von Kaunitz-Rietberg. Durch eine Namens- und Wappenvereinigung wurden Maximilian und seine Ehefrau die Begründer des Hauses der Grafen Kaunitz-Rietberg. In der Ehe wurden fünf Töchter und elf Söhne geboren. Unter diesen:
1. Maria Antonie Josepha Gräfin von Kaunitz-Rietberg, * 15. Juni 1708, verstorben am 14. Juli 1778 in Austerlitz; verehelicht 1738 mit Graf Johann Adam von Questenberg, kaiserlicher Geheimrat, Kämmerer und Reichshofrat; am 10. Mai 1752 in Wien verstorben.
2. Wenzel Anton von Kaunitz-Rietberg, datiert seit 1764 als „Reichsfürst von Kaunitz, Graf von Rittberg, Erbherr der Freyen Herrschaft Esens, Stettendorf und Wittmund, auf Austerlitz; Mährisch-Brus; Ungarisch-Brod; Groß-Orzechau; Mellrich, Wisec, Retztenitz und Bragschitz“, (* Wien 2. Februar 1711, verstorben ebd. 27. Juni 1794), Haus-, Hof- und Staatskanzler und Konferenzminister. Wenzel Anton Kaunitz ehelicht am 6. Mai 1736 Maria Ernestine Gräfin von Starhemberg, welche am 6. September 1749 in Brünn verstarb.
3. Karl Joseph von Kaunitz-Rietberg, (* 26. Dezember 1715; † 31. März 1737 in Rom), Domherr in verschiedenen Bistümern

## Leben

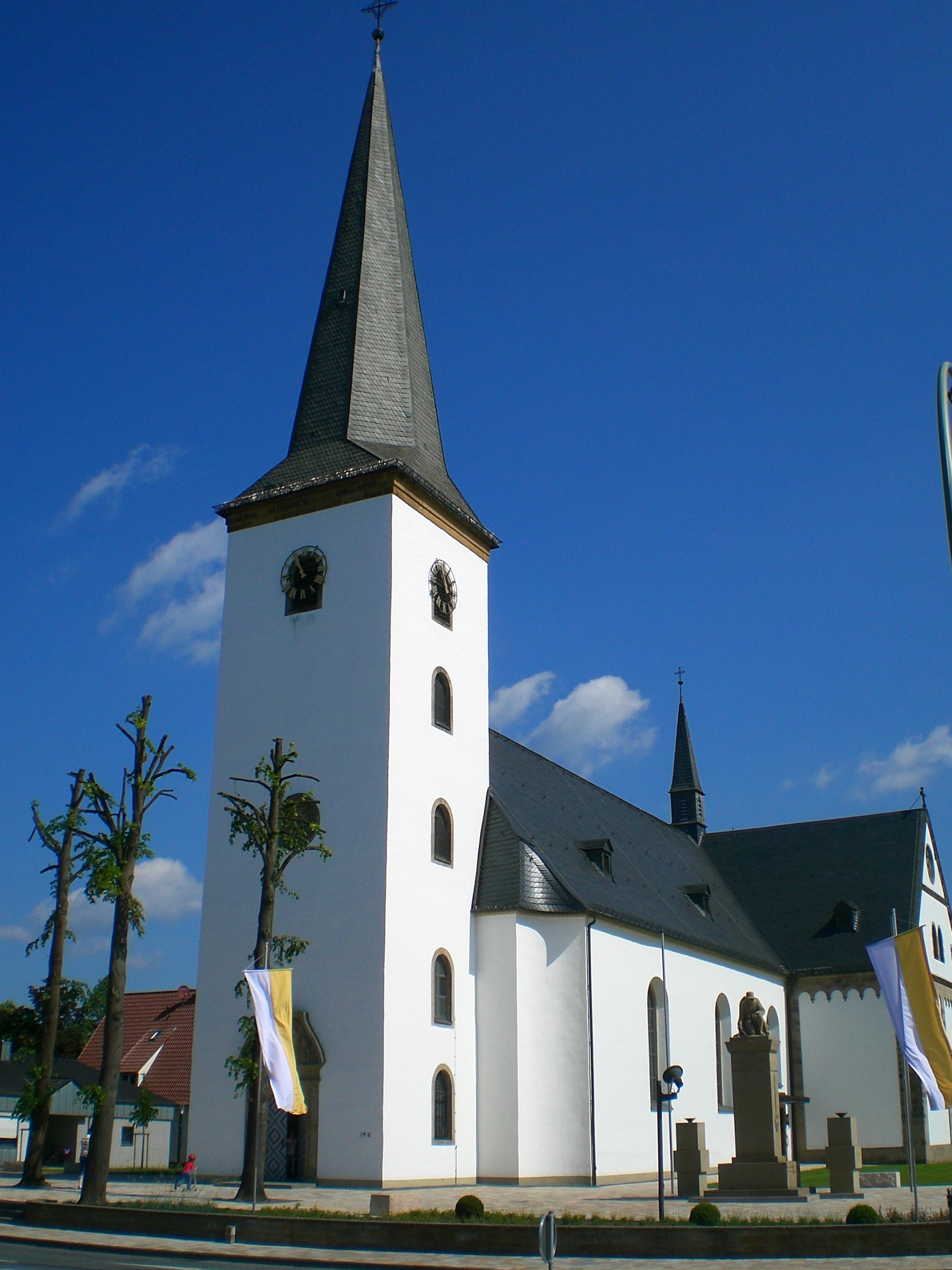
Sankt Maria Immaculata in Kaunitz

Bis zur Volljährigkeit wurde die Grafschaft Rietberg von Vormündern verwaltet. Danach sollte das Ehepaar Kaunitz-Rietberg gemeinsam regieren. Nach langen Rechtsauseinandersetzungen mit dem König von Preußen als Rechtsnachfolger der Grafschaft Ostfriesland und Gundaker von Liechtenstein, der als Ehemann der Agnes von Rietberg Anspruch auf Rietberg erhob, konnte der Erbanspruch seiner Frau durchgesetzt werden. Im Fall der Grafschaft Rietberg wurde das Haus Liechtenstein zunächst vom Landgraf von Hessen-Kassel mitbelehnt.
Wie schon einige seiner Vorfahren trat Maximilian Ulrich von Kaunitz-Rietberg in kaiserliche Dienste der Habsburger. Kaunitz wurde Kämmerer, 1706 zum Reichshofrat ernannt, war 1716 Gesandter an verschiedenen deutschen Höfen und beim fränkischen, oberrheinischen, niederrheinisch-westfälischen und obersächsischen Reichskreis tätig. Er wurde 1720 zum kaiserlichen Geheimrat ernannt und war 1721 Botschafter am päpstlichen Hof in Rom.
Seit 1718 als Reichsgraf anerkannt, hatte er Sitz und Stimme im Niederrheinisch-Westfälischen Reichsgrafenkollegium. Da Kaunitz mit seiner Familie in Österreich oder Mähren lebte, wurde die Grafschaft Rietberg von einem Generalbevollmächtigten verwaltet.
Von 1720 bis zu seinem Tod war Graf Kaunitz-Rietberg Landeshauptmann in Mähren. Er hat unter anderem versucht den Fluss March schiffbar zu machen. Er war an der Gründung einer ständischen Akademie in Olmütz, am Bau der Kaiserstraße zwischen Brünn und Olmütz sowie an Reformen des Steuerwesens beteiligt. Letzteres hat zur Erhöhung der Abgaben der erbuntertänigen Bevölkerung geführt. Er hat auch die Zigeuner vertrieben und die Zahl der ansässigen Juden in seinen Grundherrschaften beschränkt.
Als kaiserlicher Abgesandter nahm er 1724 an der Konklave zur Wahl des Papstes Benedikt XIII. teil.
In der Grafschaft Rietberg ordnete er 1743 die Errichtung eines neuen römisch-katholischen Pfarrbezirks mit dem Namen Kaunitz an. Kurz vor seinem Tod wurde der Grundstein für die Pfarrkirche St. Maria Immaculata gelegt. Ebenfalls im Jahr 1743 stiftete Maximilian Ulrich von Kaunitz-Rietberg eine Lateinschule, aus der später das Gymnasium Nepomucenum Rietberg hervorging. Dieses wurde von Ordensangehörigen der Franziskaner geführt. Im Jahr 1746 verordnete er den Bau eines Schulgebäudes, das aber erst nach seinem Tod fertiggestellt wurde.
Für seine Verdienste wurde er 1744 in den Orden vom Goldenen Vlies aufgenommen.